# Biosenzor
Biosenzor je analytické zařízení, které kombinuje biologickou složku s fyzikálně-chemickým detektorem. Biologickým prvkem může být tkáň, mikroorganismus, organela, buněčný receptor, enzym, nukleová kyselina a další. Jde o biologický nebo biomimetický materiál, který interaguje nebo se váže na studovaný analyt, může být také vyroben biologickým inženýrstvím. Převodník nebo detektor, je součást, která převádí jeden signál na jiný, pracuje na fyzikálně-chemickém principu: optickém, piezoelektrickém, elektrochemickém, apod.. Umožňuje měření a kvantifikaci signálu pocházejícího z interakce analytu s biologickým prvkem. Další části je čtecí zařízení, které zobrazuje výsledky v uživatelsky přívětivé podobě.